# Лихотворик, Владимир Степанович
Владимир Степанович Лихотворик (1906—1998) — полковник Советской Армии, участник Великой Отечественной войны, Герой Советского Союза (1945).

## Биография
Владимир Лихотворик родился 6 марта 1906 года в селе Зализня (ныне — Житомирский район Житомирской области Украины). Окончил семь классов школы. В 1920 году переехал в Бийск, где работал на лесопильном заводе. В 1928 году Лихотворик был призван на службу в Рабоче-крестьянскую Красную Армию. Участвовал в конфликте на КВЖД. В 1931 году он окончил курсы при Высшей пограничной школе, в 1939 году — курсы при Харьковском пограничном училище НКВД СССР. С августа 1941 года — на фронтах Великой Отечественной войны.
К январю 1945 года полковник Владимир Лихотворик командовал 1079-м стрелковым полком 312-й стрелковой дивизии 69-й армии 1-го Белорусского фронта. Отличился во время освобождения Польши. 14 января 1945 года полк Лихотворика прорвал немецкую оборону с плацдарма на западном берегу Вислы. 28 января 1945 года во время боёв за Познань Лихотворик, обойдя вражеские позиции, захватил 2 форта и 15 городских кварталов. 2 февраля 1945 года полк Лихотворика переправился через Варту и захватил плацдарм на её западном берегу, с которого затем дивизия начала наступление к Одеру.
Указом Президиума Верховного Совета СССР от 24 марта 1945 года за «умелое командование полком, образцовое выполнение заданий командования и проявленные мужество и героизм в боях с немецкими захватчиками» полковник Владимир Лихотворик был удостоен высокого звания Героя Советского Союза с вручением ордена Ленина и медали «Золотая Звезда» за номером 5774.
После окончания войны Лихотворик продолжил службу в Советской Армии. В 1948 году он окончил курсы «Выстрел». В 1954 году Лихотворик был уволен в запас. Проживал в Ирпене. Скончался 22 декабря 1998 года.
Почётный гражданин Ирпеня. Был также награждён тремя орденами Красного Знамени, орденами Суворова 3-й степени, Александра Невского, Отечественной войны 1-й степени, Красной Звезды, рядом медалей.

## Награды
- Медаль «Золотая Звезда» (24.03.1945)[2]
- орден Ленина (24.03.1945)[2]
- Орден Красного Знамени (28.08.1942)[2]
- Орден Красного Знамени (01.06.1945)[2]
- Орден Красного Знамени (20.06.1949)[2]
- Орден Суворова III степени (28.09.1943)[2]
- Орден Александра Невского (12.08.1944)[2]
- Орден Красной Звезды (03.11.1944)[2]
- Орден Отечественной войны I степени (06.04.1985) [3]
- Медаль За победу над Германией в Великой Отечественной войне 1941—1945 гг.[2]
- Медаль За взятие Берлина[2]
- Медаль За освобождение Варшавы[2]
- Знак Бойцу ОКДВА